# Dark Messiah of Might and Magic
Dark Messiah of Might and Magic é um jogo eletrônico de RPG de ação desenvolvido pela Arkane Studios e publicado pela Ubisoft. É um spin-off da série Might and Magic e foi lançado originalmente em outubro de 2006 para Microsoft Windows. Uma conversão para Xbox 360 estreou em fevereiro de 2008 sob o nome Dark Messiah of Might and Magic: Elements, contendo modificações como novos níveis no modo um jogador, um modo multijogador aprimorado e correção de vários problemas. A história acompanha Sareth, um aprendiz de feiticeiro enviado para a cidade de Stonehelm junto com uma expedição à procura de um poderoso artefato conhecido como "A Caveira das Sombras".